# Coco Chanel & Igor Stravinsky
Coco Chanel & Igor Stravinsky è un film del 2009 diretto da Jan Kounen.
Il film è stato scelto come film di chiusura del festival di Cannes 2009, ed è stato proiettato il 24 maggio 2009.

## Trama
Parigi, 1913. Coco Chanel vive con il suo grande amore Boy Capel mentre la sua fama nel mondo della moda sta consolidandosi. Una sera, al Théâtre des Champs-Élysées, assiste alla prima de La sagra della primavera composta da Igor' Stravinskij. La musica e la coreografia sono troppo anticonformisti per il pubblico che affolla la sala, ma Coco ne resta affascinata.
Sette anni dopo la stilista è all'apice del successo, ma ha patito il trauma della morte di Boy, mentre Igor ha dovuto rifugiarsi a Parigi in seguito alla rivoluzione bolscevica. I due così si incontrano e Coco propone al compositore di ospitare lui e la sua famiglia nella sua splendida villa di campagna a Garches, dove potrà comporre in tutta tranquillità. Stravinskij accetta e ben presto i due finiscono con l'avere una relazione.

## Produzione
Distribuito nello stesso periodo di Coco avant Chanel - L'amore prima del mito della regista Anne Fontaine con Audrey Tautou, il film è basato sul romanzo di finzione del 2002 Coco & Igor di Chris Greenhalgh, che ruota intorno ad una ipotetica relazione sentimentale fra Coco Chanel e Igor' Stravinskij, avvenuta a Parigi nel 1920, l'anno in cui fu creato il profumo Chanel Nº 5.
Greenhalgh, autore del romanzo, ha anche curato la sceneggiatura del film, con il supporto di Chanel ed il suo attuale direttore artistico Karl Lagerfeld, che hanno concesso alla produzione l'accesso agli archivi dell'azienda ed all'appartamento di Coco Chanel al 31 di rue Cambon, a Parigi.